# Sherman Oaks

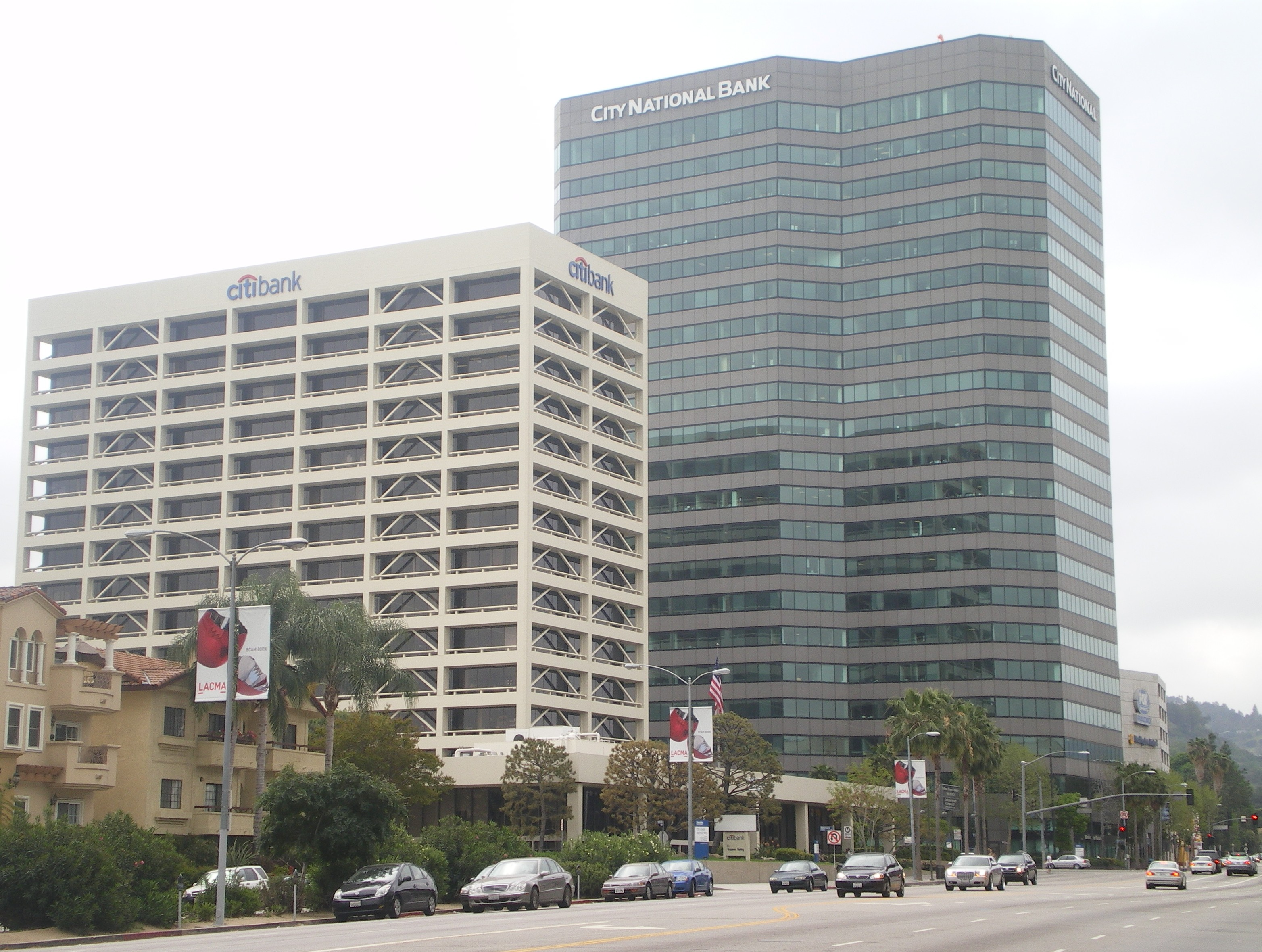
Edificios del Citibank y del City National Bank en Sherman Oaks.

Sherman Oaks es una vecindad en la región del Valle de San Fernando de la ciudad de Los Ángeles, California (Estados Unidos). Cuenta con dos parques de la ciudad y un centro para personas mayores. El barrio cuenta con ocho escuelas públicas y siete escuelas privadas. El principal distrito comercial de compras para los peatones se estableció en 1999 y es conocido como "The Village at Sherman Oaks". Esta zona es el corazón de la zona comercial. "The Village at Sherman Oaks" se encuentra a lo largo de Ventura Boulevard, entre Van Nuys Boulevard y Cedros Avenue. Se prosigue por Van Nuys Boulevard entre Ventura Boulevard y Hortense Avenue.

## Gobierno e infraestructura

### Gobierno local
La estación Van Nuys del Departamento de Policía de Los Ángeles es una estación de policía ubicada en 6240 Sylmar Avenue, 91401.

### Representación del condado, estatal y federal
La oficina de correos de Sherman Oaks del Servicio Postal de los Estados Unidos está ubicada en 14900 Magnolia Boulevard.

## Educación

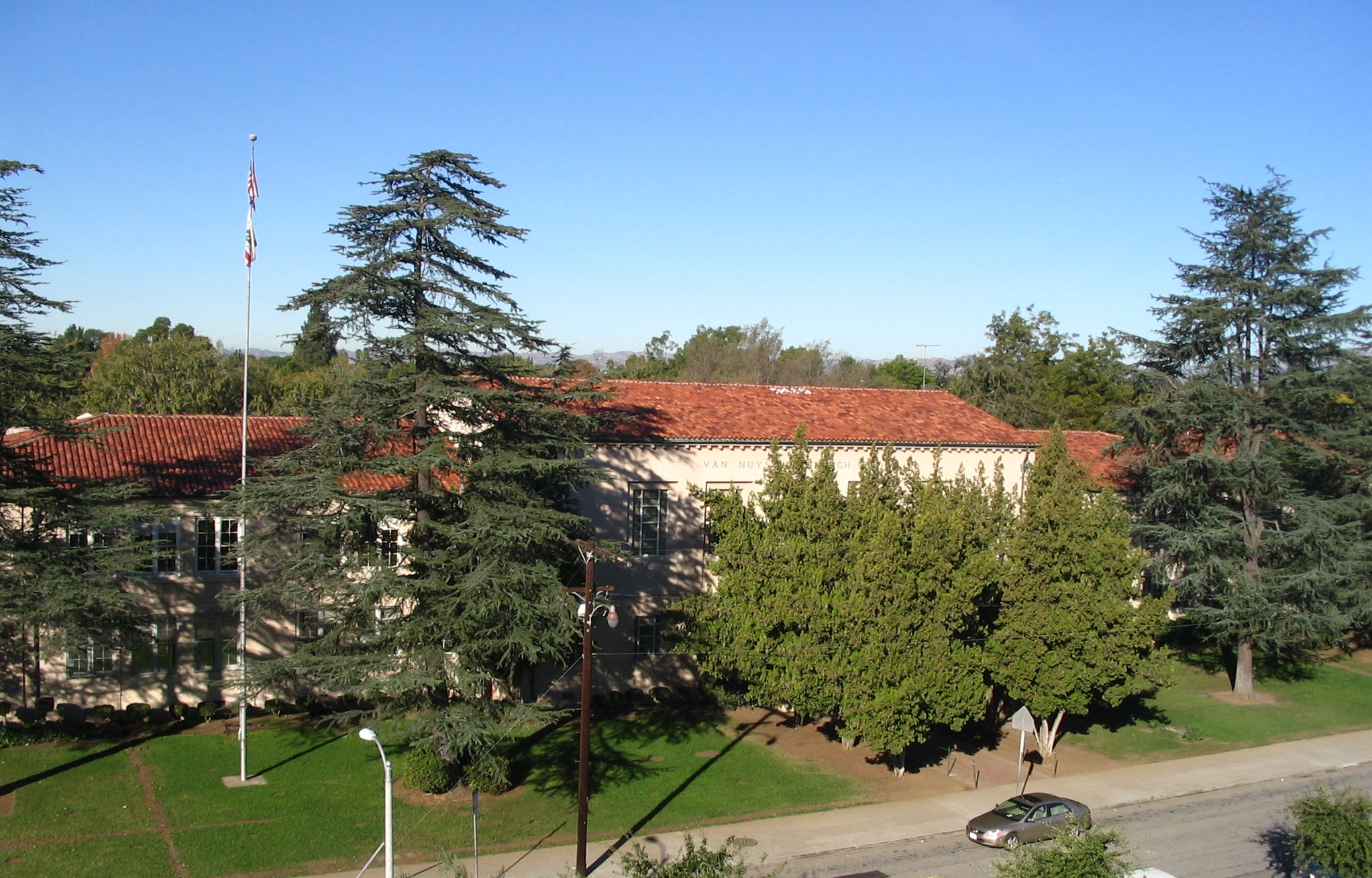
Escuela Media Van Nuys en Sherman Oaks

El Distrito Escolar Unificado de Los Ángeles gestiona escuelas públicas.
Las escuelas públicas ubicada en Sherman Oaks:
- Escuela Primaria Kester Avenue
- Escuela Primaria Chandler Elementary School
- Escuela Primaria Sherman Oaks
- Escuela Primaria Dixie Canyon Avenue
- Escuela Primaria Riverside Drive
- Escuela Media Van Nuys
  - Hasta 1991, la escuela se encontraba dentro la zona de Van Nuys. La ciudad cambió el área en ser parte de Sherman Oaks, pero la escuela media se sigue utilizando el nombre "Van Nuys Middle".[2]
- Escuela Media Robert A. Millikan

Estudiantes de la preparatoria en partes de Sherman Oaks asisten a la Escuela Preparatoria Grant en Valley Glen. En otras partes de Sherman Oaks, estudiantes de la preparatoria asisten a la Escuela Preparatoria Van Nuys en Van Nuys.
La Biblioteca Pública de Los Ángeles gestiona la Sucursal Sherman Oaks.

## Gente destacada
Varias celebridades residen o han residido en Sherman Oaks, entre las que se cuentan: 
- Jennifer Aniston, actriz.
- Elizabeth Olsen, actriz, cantante y modelo.
- Kristen Stewart, actriz.
- Chris Broderick, exguitarrista de Megadeth.
- Kathryn Newton, actriz y modelo
- Michael Angarano, actor
- James Dean, actor
- Phil Hartman, artista, actor y comediante
- Baba Ali, comediante islámica.
- Shane Dawson, actor
- Joseph Gordon-Levitt, actor, director y productor
- Brian Grazer, productor de cine y televisión
- Paul London, luchador profesional
- Demi Lovato, cantante/actriz
- Bridget Marquardt, actriz
- Rami Malek, actor
- Mary-Kate Olsen, actriz
- Ashley Olsen, actriz
- Tom Selleck, actor
- Paula Abdul, actriz, cantante, personaje de televisión
- Victoria Justice, actriz
- Luke Perry, actor, productor y director de cine y televisión
- Charly Alberti, baterista de Soda Stereo
- Demian Bichir, actor
- Lil Nas X, rapero
- Tom Gores, empresario y magnate de los negocios
- Jim Meskimen, actor, director, cantante, compositor, productor, guionista y comediante